# Biblioteca y Museo Presidencial de William J. Clinton

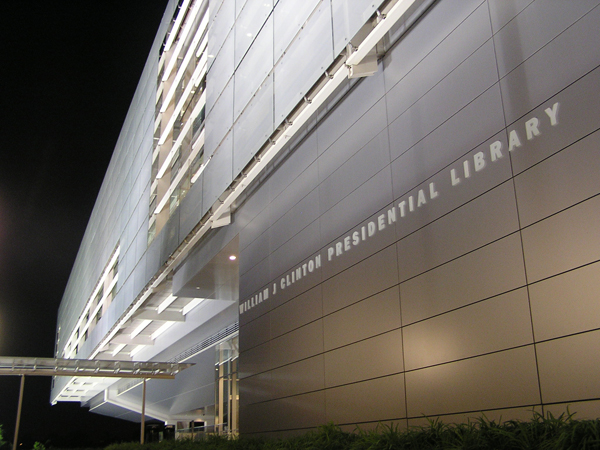
Biblioteca y Museo Presicencial de William J. Clinton, Little Rock, AR.

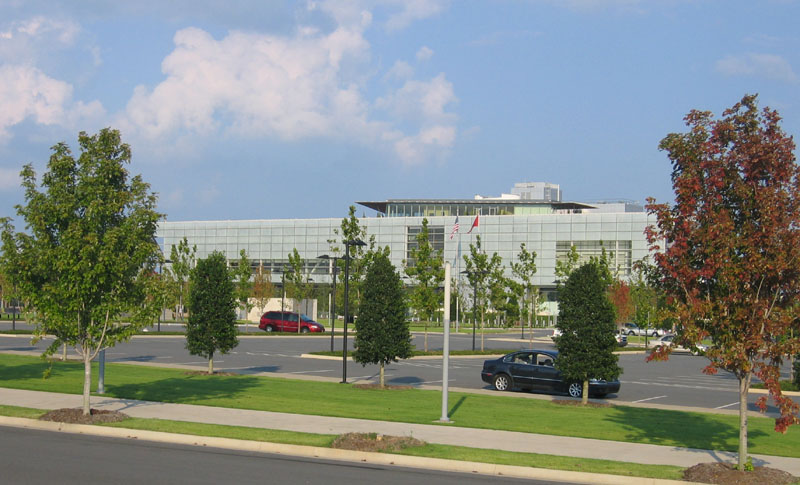

El Parque y Centro Presidencial de William Jefferson Clinton es el lugar en Little Rock, Arkansas, en Estados Unidos y es parte de las Bibliotecas Presidenciales de los Estados Unidos de América dirigidas y administradas por Archivo Nacional de los Estados Unidos. 
El centro establecido por Bill Clinton, el 42 presidente de los Estados Unidos incluye la biblioteca presidencial de Clinton, las oficinas de la Fundación de Clinton, y la Escuela de Servicio Público Clinton. El diseño de la Biblioteca Presidencial, fue inspirada por una promesa que inspiró al país, “construir un puente al siglo XXI”, el arquitecto James Polshek, tomo estas palabras de Clinton y diseño el edificio sobre la mitad del río Arkansas, como el dicho y promesa famosa de la campaña de Clinton.
Mientras que el edificio físico es la biblioteca presidencial, los archivos de la biblioteca de Clinton son los más grandes de las doce Bibliotecas de la NARA, conteniendo dos millones de fotografías, 80 millones de páginas de documentos, 21 millones de mensajes del Correo electrónico, y casi 80.000 artefactos de la presidencia de Clinton. El museo tiene los artefactos del término de Clinton e incluye una reproducción del despacho oval cuando la ocupaba el presidente Clinton. La escuela de Clinton del servicio público también está situada en el sitio. 
El parque es un ejemplo principal de la renovación urbana. Fue construido en el sitio de las pistas abandonadas del ferrocarril de la isla de la roca y del ferrocarril pacífico. La escuela del servicio público se contiene en un terminal anterior del tren de pasajero, y un puente del ferrocarril a través del río de Arkansas, conduciendo al norte poca roca, está en curso de ser convertido en un puente peatonal. 
Abierto el 18 de noviembre de 2004, el coste de la construcción del centro presidencial de Clinton fue de $165 millones, tiene 150.000 pies cuadrados (14.000 m²) dentro de un parque de 28 acres (113.000 m²).